# Apice
Apice – miejscowość i gmina we Włoszech, w regionie Kampania, w prowincji Benewent.
Według danych na 1 stycznia 2022 roku gminę zamieszkiwało 5330 osób (2645 mężczyzn i 2685 kobiet).